# Praf în Ochi
Praf în Ochi (PIO) este o formație rock din România. Trupa abordează stilurile: rock alternativ, nu-metal, pop, rap, folosind elemente de muzică electronică. 
Praf în ochi a luat naștere în 1999, având ca membri inițiali pe : 
- Lazăr Cercel (membru fondator) - Chitară bas
- Florea Cătălin George - Tobe
- Donțu Andrei - Chitară
- Murariu Ștefan - Voce
- Vădineanu Alexandru - Voce

În 2001, în urma unei schimbări de structură, trupa se concretizează în următoarea formulă: 
- Lazăr Cercel - Chitară bas
- Ionuț Adrian Radu - Voce
- Tibi Topor - Chitară
- Alexandru Piscunov - Tobe
- Cristian Constantin - DJ, Turntables, Fx.

În 2003, Praf în ochi ia parte la preselecțiile pentru "Cerbul de aur" cu piesă "O mie de gânduri", în 2004, trupa lansează albumul P.I.O. la casă de discuri Cat Music P.I.O., discogs.com de pe care vor fi extrase că single cu videoclip, 3 piese : 
"În mintea mea", "O mie de gânduri", "Peste sufletul meu" ; Pentru „În mintea mea” formația este nominalizată la Romanian Music Awards 2004, la categoria cel mai bun debutant.Arhivă prafinochi.com 
în același an, PIO colaborează cu Dana Nalbaru pentru albumul "Zbor" și compun și o piesă împreună,intitulată "Orașul".Dana ‎– Zbor În 2005, Praf în ochi sunt nominalizați în cadrul evenimentului "MTV Romanian Music Awards" la categoria "Best Rock" în cadrul MTV Romanian Music Awards 2005, Ediția a treia. 
În 2006 trupa își încetează activitatea, Lazăr Cercel se alătură trupei "Animal X", 
Cristian Constantin și Alexandru Piscunov se alătură unei noi trupe rock pe nume "Zero", 
Ionuț Adrian Radu compune pentru diverși artiști din România și începe o carieră solo 
cu numele de "John Puzzle", Tibi Topor își deschide un studio de 
producție muzicală în Constanța și colaborează de asemenea cu diverși artiști de renume din România. 
În 2009, Tibi Topor și Ionuț Adrian Radu recrutează un nou membru, pe Ștefan Marin la chitară și anunță revenirea trupei pe planul muzical românesc. 
În același an, cei trei îi propun o colaborare lui Lazăr Cercel, actual basist "Animal X". 
Acesta acceptă și astfel ia naștere un nou single Praf în Ochi intitulat "Locul Ei". 
În prezent trupa Praf în Ochi există în următoarea formulă: 
- Ionuț Adrian Radu - Voce / Keyboards & Fx
- Tibi Topor - Chitară
- Ștefan Marin - Chitară